# Blue Balliett
Blue Balliett née en 1955 à New-York (pseudonyme d’Elizabeth Balliett Klein) est une femme de lettres américaine.

## Biographie
Elle étudie l'histoire de l'art à l'université pour devenir enseignante, avant de se consacrer à l'écriture. Elle vit aujourd'hui à Chicago, après avoir grandi à New York.

## Œuvres
- L'Énigme Vermeer, 2005 (traduit de l'américain par Eric Wessberge).
- L'Énigme de la maison Robie, 2007.
- L'Énigme Calder,2009
- Le Code Vermeer

Ces trois romans sont illustrés par Brett Helquist ; ses illustrations contiennent des dessins cachés en rapport avec l'intrigue.